# Ранцен, Эстер
Дама Эстер Ранцен (англ. Esther Rantzen; род. 22 июня 1940) — английская журналистка и телеведущая.

## Биография
Ранцен родилась 22 июня 1940 года в Беркхемстеде, Хертфордшир, Англия, в семье Кэтрин Флоры Ранцен и Генри Барнато Ранцена. Её семья еврейская. У неё есть младшая сестра, Присцилла Н. Тейлор. Она посещала дневную школу Бакли Кантри в Нью-Йорке, которую бросила в 1950 году. Ранцен получила образование в независимой школе для девочек в Эджвере, Северный Лондон. Она изучала английский язык в Сомервилл-колледже в Оксфорде, где директором являлась дама Джанет Вон, а одним из её репетиторов была Мэри Ласселлз. В Оксфорде она выступала с Драматическим обществом Оксфордского университета, стала секретарём Клуба экспериментального театра и присоединилась к Оксфордской театральной группе, проводя выступления в Оксфорде и Эдинбурге.

## Карьера
После обучения Ранцен была принята на работу на радио BBC в качестве ассистента-стажера по звуковым эффектам. Она начала свою карьеру на телевидении в качестве клерка в отделе планирования программ, затем получила свою первую производственную работу в качестве исследователя в ночной сатирической программе. Поработав исследователем в ряде программ по актуальным вопросам, она перешла в отмеченный наградами документальный сериал «Человек жив» в середине 1960-х годов.
В 1968 году Рантцен, в то время исследователь «Недели Брейдена», стала ведущей, потому что продюсер программы решил вывести исследователей на экран. Брейден решил вернуться в свою родную Канаду в 1972 году, чтобы представить там аналогичное телешоу; в следующем году BBC заменила «Неделю Брейдена» на «Это жизнь!» с Ранцен в качестве главной ведущей.
«Это жизнь!» транслировалась в течение 21 года, с 1973 по 1994 год, став одним из самых популярных шоу на британском телевидении, охватив аудиторию более 18 миллионов человек. За это время традиционная роль программы защиты прав потребителей была расширена от простого разоблачения неисправных стиральных машин и изворотливых продавцов до расследования вопросов жизни и смерти, таких как кампания по привлечению большего числа доноров органов, в которой участвовал Бен Хардвик, двухлетний ребенок, умирающий от болезни печени, единственной надеждой которого была пересадка. Также было включено расследование школы-интерната Крукхэм-Корт близ Ньюбери, описанной как «грязная и унылая» с неудовлетворительными стандартами преподавания, директором которой был педофил, нанявший нескольких учителей-педофилов. Школа была закрыта, а директор и сотрудник были осуждены за сексуальные преступления против учеников.
Чтобы осветить некоторые из этих очень серьезных тем и проблем было несколько юмористических моментов, таких как чтение забавных опечаток, присланных зрителями; в нем также были представлены шуточные песни, которые часто соответствовали теме каждого шоу, специально написанные и исполненные такими артистами, как Линси де Пол, Виктория Вуд, Ричард Стилго и Джейк Тэкрей.
В 1976 году Ранцен разработала документальный сериал «Большое время», который положил начало певческой карьере Шины Истон.
«Это жизнь!» оказала влияние многими различными способами, не в последнюю очередь на внедрение видеосвязи для детей-свидетелей в судебных процедурах, и она была ответственна за запуск в 1986 году первой национальной линии помощи для детей, находящихся в опасности или бедствии. Ранцен предложила программу контролеру BBC Майклу Грэйду после смерти малыша, который умер от голода, запертый в спальне. Целью программы был поиск лучших способов выявления детей, подвергающихся риску жестокого обращения; с этой целью зрителей «Это жизнь!», кто сам в детстве подвергся жестокому обращению, попросили принять участие в опросе с подробным описанием обстоятельств жестокого обращения с ними.
Программа «Наблюдение за детьми» была показана 30 октября 1986 года и, основываясь на результатах опроса, запустила со специально написанным джинглом, в котором был указан бесплатный номер телефона. В ту первую ночь октября 1986 года на телефон доверия было совершено пятьдесят тысяч попыток дозвона. Сейчас у сервиса двенадцать баз по всей Великобритании, в том числе две в Северной Ирландии, две в Шотландии и две в Уэльсе и одна виртуальная онлайн-база. В настоящее время телефон доверия скопирован в 150 странах по всему миру.
В 2013 году Ранцен основала «Silver Line», благотворительную организацию в помощь пожилым людям, борющуюся с изоляцией и одиночеством, предоставляющую информацию и советы, а также предлагающую бесплатную конфиденциальную линию доверия. Кроме того, «Silver Line» предлагает услугу телефонной дружбы, в рамках которой обученные волонтеры совершают регулярные еженедельные звонки пожилым людям.

## Личная жизнь
В 1968 году у Ранцен завязался роман с Десмондом Уилкоксом, который был главой её отдела и  являлся мужем подруги Ранцен Пэтси, которая также работала на BBC. Через несколько лет они решили жить вместе и сообщили руководству BBC о своих отношениях. Решением руководства был перевод всей съёмочной группы «Это жизнь!» из отдела Уилкокса. Ранцен и Уилкокс поженились в 1977 году. У них трое детей – Мириам (ранее известная как Эмили, род. 1978), Ребекка (род. 1980) и Джошуа (род. 1981).
В январе 2023 года Ранцен объявила, что у неё был диагностирован рак легких.
В мае 2023 года Ранцен объявила, что её рак легких достиг четвёртой стадии и что она начала принимать новую форму лекарств. В декабре 2023 года в статье The Times она размышляла о своей возможности своей смерти. 19 декабря Ранцен объявила, что присоединилась к клинике Dignitas для помощи умирающим в Швейцарии.